# Rudolf Reiter
Rudolf Reiter (* 28. září 1994 v Praze) je český fotbalový záložník, od července 2019 působící v FC Baník Ostrava.

## Kariéra

### Mládežnické roky
Celé fotbalové mládí prožil Reiter v letenské Spartě.

### FK Viktoria Žižkov
Svůj první dospělý rok fotbalu strávil na Žižkově, kde ale nebyl úspěšný a branku si nepřipsal.

### FC Graffin Vlašim
V roce 2015 byl Reiter poslán na hostování do tehdejšího Graffinu Vlašim. Hostování sice nebylo moc úspěšné, vstřelil jedinou branku, ale tehdejší trenér Vlašimi Martin Hašek jeho jméno nezapomněl a později v roce 2017 z něj udělal jeden ze základních pilířů pražské Bohemky.

### Bohemians Praha 1905
V roce 2017 si ho stáhl na hostování ze Sparty do Bohemians trenér Martin Hašek, který Reitera postupně začleňoval do sestavy, až z něj udělal člena základní jedenáctky. Momentálně nastupuje pravidelně na pozici pravého záložníka.

## Rodina
Má dlouholetou přítelkyni jménem Elena Sevček a 1. listopadu 2018 se mu narodil syn Matteo.